# Majur (Sisak-Moslavina)
Pour les articles homonymes, voir Majur.
Majur est un village et une municipalité située dans le comitat de Sisak-Moslavina, en Croatie. Au recensement de 2001, la municipalité comptait 1 490 habitants, dont 78,93 % de Croates et 18,99 % de Serbes ; le village seul comptait 372 habitants.

## Localités
La municipalité de Majur compte 11 localités :
| - Gornja Meminska - Gornji Hrastovac - Graboštani - Kostrići - Majur - Malo Krčevo | - Mračaj - Srednja Meminska - Stubalj - Svinica - Veliko Krčevo |